# Стрибки у воду на Чемпіонаті світу з водних видів спорту 2023 — трамплін, 1 метр (жінки)
Змагання зі стрибків у воду з метрового трампліна серед жінок на Чемпіонаті світу з водних видів спорту 2023 відбудуться 14 та 15 липня 2023 року.

## Результати
Попередній раунд відбувся 14 липня 10:00 за місцевим часом.
Зеленим позначено фіналісток
| Місце | Стрибунка               | Країна         | Попередній раунд | Попередній раунд | Фінал            | Фінал            |
| Місце | Стрибунка               | Країна         | Очки             | Місце            | Очки             | Місце            |
| ----- | ----------------------- | -------------- | ---------------- | ---------------- | ---------------- | ---------------- |
| 1     | Лінь Шань               | Китай          | 291.25           | 1                | 318.60           | 1                |
| 2     | Лі Яцзє                 | Китай          | 283.35           | 2                | 306.35           | 2                |
| 3     | Аранца Вазкес Монтано   | Мексика        | 262.20           | 3                | 285.05           | 3                |
| 4     | Памела Вейр             | Канада         | 237.35           | 12               | 284.40           | 4                |
| 5     | Маха Ейсса              | Єгипет         | 237.60           | 11               | 264.55           | 5                |
| 6     | К'яра Пеллакані         | Італія         | 243.45           | 5                | 260.85           | 6                |
| 7     | Хейлі Ернандес          | США            | 239.40           | 10               | 259.20           | 7                |
| 8     | Мішель Гаймберг         | Швейцарія      | 251.90           | 4                | 258.35           | 8                |
| 9     | Джорджия Шіен           | Австралія      | 242.25           | 6                | 256.75           | 9                |
| 10    | Єтте Мюллер             | Німеччина      | 242.00           | 8                | 248.25           | 10               |
| 11    | Джулія Вінсент          | ПАР            | 242.25           | 6                | 227.05           | 11               |
| 12    | Елена Бертоккі          | Італія         | 239.55           | 9                | 215.10           | 12               |
| 13    | Елізабет Рассел         | Нова Зеландія  | 235.65           | 13               | Завершили виступ | Завершили виступ |
| 14    | Кім На Хйон             | Південна Корея | 234.40           | 14               | Завершили виступ | Завершили виступ |
| 15    | Мія Валле               | Канада         | 232.15           | 15               | Завершили виступ | Завершили виступ |
| 16    | Джослін Оклі            | США            | 231.95           | 16               | Завершили виступ | Завершили виступ |
| 17    | Клер Краян              | Ірландія       | 229.50           | 17               | Завершили виступ | Завершили виступ |
| 18    | Кая Скжек               | Польща         | 229.45           | 18               | Завершили виступ | Завершили виступ |
| 19    | Кім Су Чі               | Південна Корея | 229.40           | 19               | Завершили виступ | Завершили виступ |
| 20    | Лаурен Галласелька      | Фінляндія      | 227.50           | 20               | Завершили виступ | Завершили виступ |
| 21    | Елна Відерстрьом        | Швеція         | 227.00           | 21               | Завершили виступ | Завершили виступ |
| 22    | Ґледіс Гаґа             | Індонезія      | 226.55           | 22               | Завершили виступ | Завершили виступ |
| 23    | Анна Сантос             | Бразилія       | 226.45           | 23               | Завершили виступ | Завершили виступ |
| 24    | Аніслей Гарсія          | Куба           | 226.30           | 24               | Завершили виступ | Завершили виступ |
| 25    | Наї Жіль                | Франція        | 225.15           | 25               | Завершили виступ | Завершили виступ |
| 26    | Луана Ліра              | Бразилія       | 224.35           | 26               | Завершили виступ | Завершили виступ |
| 27    | Бріттані О'Браєн        | Австралія      | 221.45           | 27               | Завершили виступ | Завершили виступ |
| 28    | Джея Патріка            | Латвія         | 218.90           | 28               | Завершили виступ | Завершили виступ |
| 29    | Кароліна Купка          | Норвегія       | 217.00           | 29               | Завершили виступ | Завершили виступ |
| 30    | Гелле Туксен            | Норвегія       | 214.95           | 30               | Завершили виступ | Завершили виступ |
| 31    | Паола Пінеда Вазкес     | Мексика        | 214.25           | 31               | Завершили виступ | Завершили виступ |
| 32    | Елізабет Перез          | Венесуела      | 213.10           | 32               | Завершили виступ | Завершили виступ |
| 33    | Лена Гентшель           | Німеччина      | 212.00           | 33               | Завершили виступ | Завершили виступ |
| 34    | Даніела Сапата          | Колумбія       | 210.70           | 34               | Завершили виступ | Завершили виступ |
| 35    | Онг Ке Їнь              | Малайзія       | 204.30           | 35               | Завершили виступ | Завершили виступ |
| 36    | Бейлі Гейдра            | ПАР            | 202.00           | 36               | Завершили виступ | Завершили виступ |
| 37    | Емілія Нільссон         | Швеція         | 199.95           | 37               | Завершили виступ | Завершили виступ |
| 38    | Ана Річчі               | Перу           | 199.35           | 38               | Завершили виступ | Завершили виступ |
| 39    | Амелі-Ені Форстер       | Румунія        | 190.85           | 39               | Завершили виступ | Завершили виступ |
| 40    | Росіо Велазкес Ролдан   | Іспанія        | 189.40           | 40               | Завершили виступ | Завершили виступ |
| 41    | Ештілла Мошена          | Угорщина       | 186.90           | 41               | Завершили виступ | Завершили виступ |
| 42    | Патрісія Кун            | Угорщина       | 182.40           | 42               | Завершили виступ | Завершили виступ |
| 43    | Прісіс Руїс             | Куба           | 181.15           | 43               | Завершили виступ | Завершили виступ |
| 44    | Кімберлі Кіан Пінг Бонг | Малайзія       | 178.40           | 44               | Завершили виступ | Завершили виступ |